# 王明容
王明容（1972年—），四川珙县人，苗族，中华人民共和国政治人物、第十二届全国人民代表大会四川地区代表。
担任四川省宜宾市珙县王家镇和平村妇委会主任。2008年起担任全国人大代表。2013年，担任全国人大代表。